# Agent (Ökonomie)
In der Wirtschaftswissenschaft bezeichnet ein Agent einen Akteur innerhalb eines ökonomischen Modells, der typischerweise ein Optimierungs- oder Auswahlproblem löst.

## Definition
Ein Agent bezeichnet einen Entscheidungsträger innerhalb eines ökonomischen Modells. Jeder Agent ist dadurch gekennzeichnet, dass er Entscheidungen trifft, indem er ein wohldefiniertes oder schlecht definiertes Optimierungs-/Auswahlproblem löst. Der Begriff Agent entspricht in der Spieltheorie dem Spieler.
In partiellen Gleichgewichtsmodellen sind Käufer (Konsumenten) und Verkäufer (Produzenten) zwei übliche Arten von Agenten. In modernen makroökonomischen Modellen, wie z. B. DSGE-Modellen, werden Haushalte, Unternehmen und Regierungen oder Zentralbanken meist als Haupttypen von Akteuren in der Wirtschaft unterschieden. Jeder dieser Agenten kann mehrere Rollen in der Wirtschaft spielen; Haushalte könnten beispielsweise als Verbraucher, Arbeitnehmer und/oder Wähler fungieren. Einige makroökonomische Modelle unterscheiden sogar noch mehr Arten von Agenten, wie Geschäftsbanken.
In Prinzipal-Agent-Modellen bezieht sich der Begriff Agent speziell auf jemanden, der beauftragt wurde, im Namen eines Prinzipals zu handeln.

### Typen
Ein Modell, bei dem angenommen wird, dass alle Agenten eines bestimmten Typs (z. B. alle Verbraucher oder alle Unternehmen) genau identisch sind, wird als repräsentatives Agentenmodell bezeichnet. Ein Modell, das Unterschiede zwischen Agenten erkennt, wird heterogenes Agentenmodell genannt.
Ökonomen verwenden häufig repräsentative Agentenmodelle, wenn sie die Wirtschaft so einfach wie möglich beschreiben wollen. Im Gegensatz dazu können sie gezwungen sein, heterogene Agentenmodelle zu verwenden, wenn Unterschiede zwischen Agenten für die jeweilige Fragestellung direkt relevant sind. Beispielsweise kann die Berücksichtigung der Altersheterogenität in einem Modell erforderlich sein, das zur Untersuchung der ökonomischen Auswirkungen von Rentenpolitik verwendet wird, während die Berücksichtigung der Vermögensheterogenität in einem Modell erforderlich sein wird, das zur Untersuchung von staatlicher Umverteilung Verwendung findet.